# سلطانة (فلم 1962)
سلطانة هو فيلمٌ عراقي أُنتج عام 1962. لكنه لم يُعرض جماهيرياً!

## قصة الفيلم
قصة حب بدوية تتخللها الأغاني والرقصات.

## أبطال الفيلم
يذكر مصدر أن أبطال الفيلم هم سمير الأغواتي، لواحظ، سناء رمزي، في حين يذكر مصدر آخر أن أبطاله هم صفاء محمد علي فخري الزبيدي، إلهام حسين، ناجي الراوي، قدري الرومي، رضا الشاطئ.

## مصدر
1. 1 2 3  محمود قاسم، موسوعة الأفلام العربية، المجلد الثاني، E-Kutub سنة 2017، ص 46.
2. 1 2 3  صفحة الفيلم على قاعدة بيانات الأفلام العراقية. نسخة محفوظة 2021-03-01 على موقع واي باك مشين.